# مشاعات عالمية

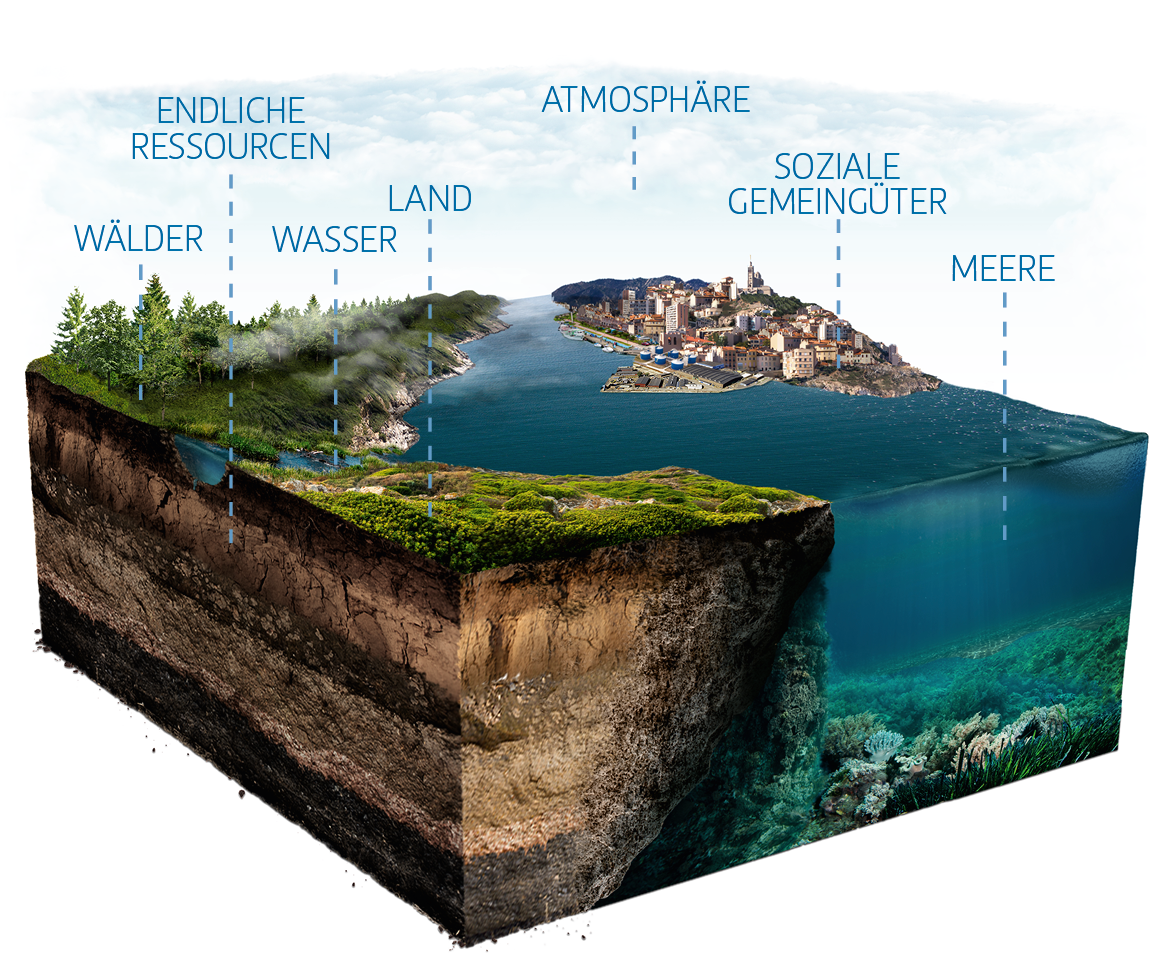

المَشاعات العالمية هو مصطلح يستخدم عادة لوصف مجالات الموارد الدولية وفوق الوطنية والعالمية التي توجد فيها موارد التجمع المشترك. تشمل الموارد الطبيعية المشتركة للأرض أعالي المحيطات والغلاف الجوي والفضاء الخارجي والقارة القطبية الجنوبية على وجه الخصوص. قد يندرج الفضاء الإلكتروني أيضًا ضمن المَشاعات العالمية.

## تعريف المصطلح واستخدامه
«المَشاعات العالمية» هو مصطلح يستخدم عادة لوصف مجالات الموارد الدولية وفوق الوطنية والعالمية التي توجد فيها موارد التجمع المشترك. في الاقتصاد تعتبر السلع المشتركة متنافسة وغير قابلة للاستبعاد، وتشكل أحد الأنواع الأربعة الرئيسية للسلع. مورد المجمع المشترك، الذي يُطلق عليه أيضاً مورد الملكية المشتركة، هو حالة خاصة للسلعة العامة أو (الصالح العام) التي يجعل من حجمها أو مميزاتها مكلفة ولكن ليس من المستحيل استبعاد المستخدمين المحتملين. تشمل الموارد الطبيعية أو التي من صنع الإنسان (على سبيل المثال «حفرة الصيد» أو نظام الري). على عكس المنافع العامة العالمية، تواجه موارد المجموعة المشتركة العالمية مشاكل الازدحام أو الإفراط في الاستخدام أو الانحلال؛ لأنها قابلة للطرح (ما يجعلها منافسة).
نشأ مصطلح «المَشاعات» من مصطلح الأرض المشتركة في الجزر البريطانية. تشير «حقوق العوام» إلى الحقوق التقليدية التي يمتلكها عامة الناس، مثل قص المروج للتبن أو رعي الماشية على الأراضي المشتركة المحتفظ بها في نظام الحقول المفتوحة للقانون العام الإنجليزي القديم.
التطويق هي العملية التي أنهت تلك الحقوق التقليدية وحولْت الحقول المفتوحة إلى ملكية خاصة. اليوم، لا تزال العديد من المَشاعات موجودة في إنجلترا وويلز واستكلندا والولايات المتحدة، على الرغم من أن مداها قد انخفض كثيراً عن ملايين الفدانات التي كانت موجودة في القرن السابع عشر. لا يزال هناك أكثر من 7000 مَشاع مسجل في إنجلترا وحدها.
يستخدم مصطلح «المَشاعات العالمية» عادة للإشارة إلى الموارد الطبيعية المشتركة للأرض، مثل المحيطات العميقة والغلاف الجوي والفضاء الخارجي والمنطقتين القطبيتين الشمالية والجنوبية، وأنتاركتيكا على وجه الخصوص.

وفقًا لاستراتيجية الحفظ العالمية، يتضمن تقرير عن الحفظ نشره الاتحاد الدولي لحفظ الطبيعة والموارد الطبيعية (IUCN) بالتعاون مع اليونيسكو وبدعم من برنامج الأمم المتحدة للبيئة (UNEP) والصندوق العالمي للحياة البرية (WWF):
«المَشاعات هي قطعة أرض أو مياه مملوكة أو مستخدمة بشكل مشترك من قبل أفراد المجتمع. وتشمل المشاعات العالمية تلك الأجزاء من سطح الأرض خارج الولايات القضائية الوطنية لا سيما المحيطات المفتوحة والموارد الحية الموجودة هناك -أو المشتركة- والغلاف الجوي والفضاء الخارجي على وجه الخصوص. مساحة اليابسة الوحيدة التي يمكن اعتبارها جزءًا من المشاعات العالمية هي أنتاركتيكا…».
اليوم، غالبًا ما يشار إلى الإنترنت وشبكة الويب العالمية والفضاء الإلكتروني الناتج على أنها المشاعات العالمية. أحياناً، تتضمن الاستخدامات الأخرى إشارات إلى معلومات الوصول المفتوح من جميع الأنواع، بما في ذلك الفنون والثقافة واللغة والعلوم، على الرغم من أن هذه يشار إليها رسميًا باسم التراث المشترك للبشرية.

## إدارة المَشاعات العالمية
يتمثل التحدي الرئيسي للمَشاعات العالمية في تصميم هياكل الحوكمة وأنظمة الإدارة القادرة على معالجة تعقيدات المصالح العامة والخاصة المتعددة، والتي تخضع غالبًا لتغييرات غير متوقعة، تتراوح من المستوى المحلي إلى المستوى العالمي. كما هو الحال مع المنافع العامة العالمية، تتطلب إدارة المَشاعات العالمية كيانات قانونية تعددية، عادة ما تكون دولية وفوق وطنية أو عامة وخاصة. حيث تكون أنظمة الإدارة هذه منظمة لمطابقة تنوع المصالح ونوع المورد المراد إدارته، وصارمة بما فيه الكفاية مع حوافز كافية لضمان الامتثال على المستوى العالمي، تكون ضرورية لتجنب المأساة الكلاسيكية للمَشاعات، حيث يتم استغلال الموارد المشتركة بشكل مفرط.
هناك العديد من الاختلافات الرئيسية في إدارة المَشاعات العالمية عن تلك الخاصة بالمَشاعات العامة. بشكل عام، هناك اختلافات واضحة في حجم كل من الموارد وعدد المستخدمين على المستوى المحلي مقابل المستوى العالمي. وتوجد أيضًا اختلافات في الثقافة المشتركة وتوقعات مستخدمي الموارد؛ يميل المستخدمون المَشاعون الأكثر محلية إلى أن يكونوا أكثر تجانسًا والمستخدمون العالميون إلى أن يكونوا أكثر تنوعًا. تساهم هذه الاختلافات في الإمكانية والوقت اللذين يستغرقهما التعلم الجديد حول استخدام الموارد في المستويات المختلفة. بالإضافة إلى ذلك، من غير المرجح أن تكون مجمعات الموارد العالمية مستقرة نسبيًا ويصعب فهم الديناميكيات. العديد من المَشاعات العالمية غير قابلة للتجديد على المقاييس الزمنية البشرية. وبالتالي، من المرجح أن يكون تدهور الموارد نتيجة لعواقب غير مقصودة أو غير متوقعة أو لا يمكن ملاحظتها على الفور أو يصعب فهمها. على سبيل المثال، تستمر انبعاثات ثاني أكسيد الكربون التي تؤدي إلى تغير المناخ في فعل ذلك لمدة ألف عام على الأقل بعد دخولها الغلاف الجوي والاستمرار يؤدي إلى انقراض الأنواع إلى الأبد. الأهم من ذلك، نظرًا لوجود اختلافات كبيرة في الفوائد والتكاليف والمصالح على المستوى العالمي، هناك اختلافات كبيرة في العوامل الخارجية بين المزيد من استخدامات الموارد المحلية واستخدامات الموارد على المستوى العالمي.
وُضعت العديد من البروتوكولات البيئية كنوع من أنواع القانون الدولي. «وثيقة حكومية دولية يُقصد بها أن تكون ملزمة قانونًا بهدف أساسي معلن وهو منع أو إدارة التأثيرات البشرية على الموارد الطبيعية». ظهرت البروتوكولات البيئية الدولية في الإدارة البيئية بعد أن أصبحت المشاكل البيئية العابرة للحدود منتشرة على نطاق واسع في الستينيات. في أعقاب مؤتمر ستوكهولم الدولي الحكومي في عام 1972، انتشر إنشاء الاتفاقيات البيئية الدولية وبسبب العوائق التي نوقشت بالفعل، فإن البروتوكولات البيئية ليست الدواء الشافي للقضايا المشتركة العالمية. لكنها غالبًا ما تكون بطيئة في إنتاج التأثيرات المرغوبة، وتميل إلى القاسم المشترك الأدنى، وتفتقر إلى المراقبة والتنفيذ. كما أنها تتخذ نهجًا تدريجيًا للحلول حيث تقترح مبادئُ التنمية المستدامة أن الاهتمامات البيئية يجب أن تكون قضايا سياسية رئيسية.

### المحيط العالمي
المحيطات العالمية مَشاع عالمي كلاسيكي، وذلك باعتباره النظام المترابط للمياه المحيطية أو (البحرية) للأرض التي تشكل الجزء الأكبر من الغلاف المائي. وهي مقسمة إلى عدد من المناطق المحيطية الرئيسية تفصلها القارات وبعض التضاريس المختلفة من جغرافيا المحيطات. في المقابل، ثمة تداخل لمياه المحيطات للعديد من البحار الصغيرة والخلجان. بالإضافة إلى ذلك، في النهاية تتسرب معظم أشكال المياه العذبة المشتقة من مياه المحيطات في المحيط من خلال دورة مياه الأرض. قانون البحار هي هيئة من القانون الدولي العام الذي يحكم العلاقات بين الدول فيما يتعلق بحقوق الملاحة وحقوق التعدين والولاية القضائية على المياه الساحلية. القانون البحري، المعروف أيضًا باسم قانون الأميرالية، هو هيئة من القانون المحلي الذي يحكم الأنشطة البحرية والقانون الدولي الخاص الذي يحكم العلاقات بين الكيانات الخاصة التي تشغل السفن في المحيطات. وهو يتعامل مع أمور تشمل التجارة البحرية والملاحة البحرية والشحن والبحارة ونقل الركاب والبضائع عن طريق البحر. ومع ذلك، فإن هذه الهيئات القانونية لا تفعل شيئًا يذكر لحماية المحيطات العميقة من التهديدات البشرية.
بالإضافة إلى توفير وسائل نقل مهمة، توجد نسبة كبيرة من جميع أشكال الحياة على الأرض في محيطها، والذي يحتوي على حوالي 300 ضعف الحجم الصالح للسكن من الموائل الأرضية. تشمل الموائل البحرية المحددة الشعاب المرجانية وغابات عشب البحر ومروج الأعشاب البحرية وأحواض المد والقيعان الموحلة والرملية والصخرية ومنطقة المحيط المفتوح (السطحية)، حيث تكون الأجسام الصلبة نادرة ويكون سطح الماء هو الحد الوحيد المرئي. تتراوح الكائنات الحية المدروسة من العوالق النباتية والعوالق الحيوانية المجهرية إلى الحوتيات الضخمة (الحيتان) بطول 30 مترًا (98 قدمًا).
على المستوى الأساسي، تساعد الحياة البحرية في تحديد طبيعة كوكبنا. توفر موارد الحياة البحرية الغذاء (خاصة الأسماك الغذائية) والأدوية والمواد الخام. أصبح من المفهوم أيضًا أن رفاهية الكائنات البحرية والكائنات الأخرى مرتبطة بطرق أساسية للغاية. تتطور معرفة الجسم البشري فيما يتعلق بالعلاقة بين الحياة في البحر والدورات المهمة بسرعة، مع اكتشافات جديدة تتم كل يوم تقريبًا. تشمل هذه الدورات دورات المادة (مثل دورة الكربون) والهواء (مثل تنفس الأرض وحركة الطاقة عبر النظم البيئية بما في المحيط). تساهم الكائنات البحرية بشكل كبير في دورة الأكسجين وتشارك في تنظيم مناخ الأرض. تتشكل السواحل جزئيًا وتحميها الحياة البحرية، بل إن بعض الكائنات البحرية تساعد في إنشاء أرض جديدة.
حدد برنامج الأمم المتحدة للبيئة (UNEP) عدة مجالات تحتاج إلى إدارة المحيطات العالمية: تعزيز القدرات الوطنية للعمل وخاصة في البلدان النامية؛ تحسين إدارة مصايد الأسماك؛ تعزيز التعاون في البحار الإقليمية وشبه المغلقة؛ تعزيز الضوابط على التخلص من النفايات الخطرة والنووية في المحيطات؛ وتقدم قانون البحار. تشمل المشاكل التي جرى تحديدها على أنها بحاجة إلى الاهتمام ارتفاع مستوى سطح البحر؛ التلوث بالمواد الكيميائية الخطرة (بما في ذلك الانسكابات النفطية)؛ التلوث الميكروبيولوجي؛ تحمض المحيطات؛ تكاثر الطحالب الضارة والإفراط في الصيد وغيره من الاستغلال المفرط. من ناحية أخرى، حدد برنامج المبادرة البيئية الصناديق الخيرية البيئية (Pew Charitable Trusts) الحاجة إلى نظام عالمي من المحميات البحرية الكبيرة جدًا عالية الحماية حيث يُحظر الصيد والأنشطة الاستخراجية الأخرى.